# Acanthoderes alpina
Acanthoderes alpina es una especie de escarabajo del género Acanthoderes, familia Cerambycidae. Fue descrita científicamente por Chemsak & Hovore en 2002.
Se distribuye por Guatemala. Posee una longitud corporal de 13-15 milímetros. El período de vuelo de esta especie ocurre en los meses de abril y junio.